# Галя Мазуренко
Галина (Гáля) Сергíївна Боголюбова, у шлюбі Мазурéнко (англ. Hala Mazurenko; 25 грудня 1901, Петербург — 27 травня 2000, Лондон) — українська письменниця та художниця в діаспорі, менторка, доктор філософії, учасниця національно-визвольної боротьби в УНР. Представниця Празької школи поезії.

## Життєпис

### Дитинство
Галина Боголюбова народилася 25 грудня 1901 р. у Петербурзі в сім'ї студента Сергія Боголюбова (російського аристократа, нащадка історика Татищева та декабриста Муравйова) та Єлизавети Мазуренко — спадкоємиці давнього козацького роду. Хресною мамою новонародженої була Зінаїда Гіппіус. Перші роки дитинства провела в маєтку Карасі, неподалік від Тули. Батьки скоро розлучилися.

| Я вибрала матір, але зісталась в дружніх відносинах з батьком аж до його смерти... Я скінчила школу під прізвищем батька, як його законна донька – Боголюбова, але для віршів і дальшого життя взяла дівоче прізвище моєї мами. |
| — Галя Мазуренко |

### Юнацькі роки в Україні
Мати забрала дочку в Швейцарію, а по другому шлюбові переїхала до Катеринослава. Там Галя навчалася в комерційному училищі Софії Степанової й у малярській школі місцевого імпресіоніста В'ячеслава Коренєва, де не тільки студіювала малювання, а й брала уроки скульптури. Вільно володіла французькою мовою.
Певний час Галя мешкала у родині тітки Марії Мазуренко, її чоловік Володимир Хрінников (як і сама тітка) у різний час стояли на чолі місцевої «Просвіти».
Влітку 1916 р. (у 15-річному віці) вирушила на фронт Першої світової поблизу Проскурова допомагати дядькові Семену опікуватися пораненими з обох сторін. Відомо, що професор Дм. Яворницький запрошував її працювати в очолюваному ним Музеї ім. О. Поля, щоб уберегти від тогочасних небезпек.

Диплом про середню освіту отримала у 1919 р. у гімназії М. Вертоградова в Катеринославі. У цей час відбувся її літературний дебют, який вона згадує так: 

| В Катеринославі...я почала вперше друкувати свої вірші, вони починались, здається, „Як вербу, Вкраїну злим вітром зломило“. Але це швидко скінчилось. Часопис закрили. Змінилась влада. Нас викинули з хати, і ми з мамою поїхали до Євпаторії, до Криму. |
| — Галя Мазуренко |

Склала екзамени на історико-філологічний факультет щойно відкритого Катеринославського університету, але покинула навчання через активну участь у національно-визвольній боротьбі.

#### Діяльність в УНР
Воювала в армії Української Народної Республіки (3-я Залізна стрілецька дивізія армії УНР), за бойові заслуги була нагороджена «Хрестом залізного стрільця». Тяжко перехворіла на тиф. У 1920 р., опинившись у Кам'янці-Подільському, вступила до місцевого університету й працювала лічильницею держбанку. Познайомилась із С. Русовою.
У зв'язку з більшовицькою агресією в листопаді 1920 р. відбувся перехід армії УНР, уряду та значної кількості інтелігенції за р. Збруч на територію Польщі, Галя Мазуренко була серед них. Прожила в Україні 12 років і більше ніколи не повернулася.

### В еміграції

#### Польща, Німеччина, Чехословаччина
В еміграції продовжувала навчання у Варшавському та Берлінському університетах (в останній потрапила завдяки допомозі С. Петлюри).
З 1923 р. жила у Празі, де в 1929 р. в Українському Високому Педагогічному Інституті ім. М. Драгоманова захистила перший докторат. Належала до середовища «пражан», у якому опинилася на початку 20-х рр., спілкувалася з найпомітнішими його представниками — Є. Маланюком, Ю. Дараганом, О. Телігою, О. Ольжичем, О. Лятуринською, Н. Лівицькою-Холодною. Друкувалася у «Літературно-науковому вістнику» («Вістник»), «Пробоєм» та в інших періодичних виданнях. Перша поетична збірка «Акварелі» вийшла друком 1926 р. на благодійні кошти. Згодом з'явилися «Стежка» та «Вогні» (обидві 1939), «Снігоцвіти» (1941).
Одружилася, народила доньку Марину, віддала її матері в Україну. В 1937 р. Єлизавету Мазуренко було розстріляно. Про те, що доньці вдалося врятуватися й прожити під чужим прізвищем, Галя дізналася вже на схилі літ.

Захистила другий докторат в Українському вільному університеті 1944 р. і працювала лекторкою на кафедрі проф. Дмитра Антоновича. Перед Другою світовою війною і під час неї навчалася також в Українській академії пластичного мистецтва. Про цей час знаходимо такі спогади:

| Писала дисертацію, возячи з собою друкарську машинку, в лісі під Прагою, коли діти купалися у Влтаві. Спали ми в похідному наметі, їли гриби, ожину, що попало! А коли прийшли більшовики і знову почалися арешти і доноси, то я поїхала з дітьми до Словаччини, в гори, де щотижня мусила продовжувати свій дозвіл на перебування. |
| — Галя Мазуренко |

Із наближенням до кордонів Чехословаччини Червоної армії перебралася до Великої Британії.

#### Лондонський період
У 1945 р. дісталася з двома дітьми Лондона коштом Є. Вирового, була у великій нужді, і попервах заробляла чорною працею в друкарні. Потім влаштувалася до студії-ательє відомого польського художника Шишко-Богуна, а згодом викладала у мистецькому коледжі при Лондонському університеті. У 1969 р. у власному помешканні організувала гурток малювання (своєрідну студію «художньої» терапії) для учнів від 2 до 74 років, які збиралися по вівторках (звідси назва «Tuesdays»). Студія успішно діяла більше 25 років, у 1999 р. свої відвідини цього місця описував Ю. Покальчук.
Галя Мазуренко вела активну літературну та мистецьку діяльність. Лише від 1961 до 1973 року відбулося 9 її персональних виставок у США, Ісландії, Уельсі, Пакистані, в самому Лондоні. Її мистецький доробок — це скульптура й графіка, а також акварелі й пастелі, роботи змішаною технікою, емалі. Власним коштом видала 9 збірок поезій (3 — вірші для дітей), деякі з власними ілюстраціями. Також написала прозову книжку «Не той козак, хто поборов, а той козак, хто „вивернеться“…» (1974). За кордоном була радше відома як художниця, а не як поетка.
У 1992 р. була прийнята до Спілки письменників України. Належала до Союзу Українських Ветеранів у Великій Британії (який об'єднував головно колишніх вояків Армії УНР). Була серед засновників Об'єднання українських письменників в еміграції «Слово», друкувалася в його однойменних збірниках.

Померла 27 травня 2000 р. у Лондоні, похована на Гайґейтському кладовищі. Батьківщині заповіла весь свій творчий доробок поетеси, художниці, скульпторки і частину його передала в Україну ще за життя. Писала:

| Коли умру, не дайте ви загинуть Моїм пісням... |
|                                                |

## Сім'я
Сергій Боголюбов — батько.
Єлизавета Мазуренко — мати, її брати Василь, Семен та Юрій були відомими громадськими й політичними діячами. Розстріляна у 1935 р.
Євген Равич — перший чоловік, його сестра Зоя була першим шлюбом одружена з Є. Маланюком. У другому шлюбі  — Зоя Плітас.
Марина — донька від першого шлюбу, жила під прізвищем Гончарова у м. Києві.
Олександр Михайлович Байков (1899—1963) — другий чоловік, фахівець з радянської економіки. У цьому шлюбі народилися син Олесь і донька Ляля. Дочка Лялі змінила англійське прізвище Тейлор на Мазуренко.[джерело?]
Марія Мазуренко (Хрінникова) — тітка. У різний час стояла на чолі Катеринославської «Просвіти», як і її чоловік Володимир Хрінников.

## Літературний доробок
До письменницького доробку Галі Мазуренко входять:
- поетичні збірки «Акварелі» (1926), «Стежка» (1939), «Вогні» (1939), «Снігоцвіти» (1941), «Пороги» (1960), «Ключі» (1969), «Зелена ящірка» (1971), «Скит поетів» (1971), «Північ на вулиці» (1980);
- книга автобіографічних оповідань «Не той козак, хто поборов, а той, хто вивернеться…» (1974);
- збірки віршів для дітей «Киця» (1971), «Корона золота» (1972), «Осінь» (1973).

Твори перекладалися польською, англійською та чеською мовами, деякі з них покладені на музику композитором Ф. Євсевським.

## Особливості ідіостилю
Поезія Галі Мазуренко є стилістично неоднорідною, характеризується постійним розширенням тематичних меж, різноплановістю. Авторка зараховувала себе до сюрреалістів.
У літературознавстві немає одностайності щодо причетності Галі Мазуренко до «Празької школи»: одні (О. Астаф'єв, А. Дністровий, М. Ільницький, Ю. Ковалів, В. Просалова) зараховують її до «пражан», інші заперечують це (І. Качуровський, В. Базилевський). Риси, які споріднювали Галю Мазуренко з представниками Празької поетичної школи:
- туга за втраченою землею,
- яскравий історіософізм,
- націєтворчий пафос,
- плекання культу сильної особистості.[9]

На думку І. Качуровського поезія Галі Мазуренко завдяки зверненням до східної містики має внутрішню спорідненість із М. Орестом і мексиканським поетом А. Нерво. Постійне прагнення поетеси до метафізичного осягнення буття пояснюється її захопленням індійською, тибетською, китайською філософією, буддизмом, а також ученнями Е. Сведенборга та Р. Штайне.
Власну інтерпретацію поетичної творчості Галі Мазуренко запропонував Т. Салига, який зазначив, що естетичні принципи поетеси були суголосними київським «неокласикам», оскільки вона також художньо переосмислює сюжети, пов'язані з образами Музи, Аполлона, Орфея, Евридики, Психеї, Сапфо та ін. За словами літературознавця, вона збагачує українську літературу високими зразками світового масштабу з метою піднесення загального рівня рідної культури. М. Неврлий теж відзначає, що тематичний спектр поезії Мазуренко зближує її з неокласикою, але формально вона в ній не була послідовною.
Стильові домінанти творчості Галі Мазуренко:
- синкретизм художнього мислення (єдність поетичного, малярського та музичного компонентів),
- орієнталізм,
- релігійність,
- діалогічніть,
- афористичність («Героїв вбивають, щоб ставити їм пам'ятники!», «Кожний геній має перепросити: Він понижує гідність юрби»),
- звернення до мотивів творчості, долі митця.

Вона часто вдавалася до вербального трактування творів пластичних мистецтв, «перекладала» зображене мовою літератури — творила поетичні екфрази. Особливий інтерес у авторки викликала творчість Ван Гога, мистецьке світовідчуття і художня манера якого були близькими для неї.

| Улюблений жанр поетеси - це лірична мініятюра, фраґмент поетичного нотатника, де поруч із недбалою поезією стоїть художньо-довершена або така, що в ній цікава думка примушує забути, скажімо, про неточність рими. |
| — І. Качуровський |

Поезія Галі Мазуренко за стильовими ознаками чітко ділиться на два періоди: празький і лондонський. Між виходом останньої «празької» збірки «Снігоцвіти» (1941) і першої лондонської — «Пороги» (1960), минуло майже 20 років. Якщо в перший період її поезія була стилістично традиційніша і прозоріша (переважає безпосередність вияву емоції), то в другому посилюється філософсько-рефлексійне начало (роздуми над сенсом життя, над законами природи, над призначенням людини в цьому світі).

### Поезія «празького періоду»
Творчість цього періоду характеризується символістськими, неокласицистичними тенденціями, наближенням до Празької школи. Трапляються стилізації під фольклор.
Поезії властивий брак стилістичної цільності, розшарпаність тем і варіацій, важко вловлювана лінія розвитку.

##### Збірка «Акварелі» (1926)
| Чи можна так малювати, щоб не було контуру?” — запитала я професора Лісовського. Виявилося, що це в графіці неможливо, і я покинула її за це, перейшла до акварелі, про яку навіть видала мою першу збірочку віршів. В них я теж шукала недомовлене, без плям і твердих контурів. |
| — Галя Мазуренко |

У ранніх віршах Галі Мазуренко переважають ностальгійні настрої, меланхолійні емоції, рефлексії, наснажені пейзажем чи твором мистецтва. Діапазон переданих нею відчуттів значний: від ідилічних — до драматично-трагічних, зумовлених емігрантськими буднями, втратою рідної землі. Підзаголовком «настрої» акцентувалася увага на тому, що головними у збірці були емоційні стани, почуття, вираженню яких підпорядковувалися деталі навколишнього світу, тому у поетеси «вітер регоче, сунеться сум», тобто через сприйняття природних явищ розкривається душевний стан. 

### Поезія «лондонського періоду»
Літературознавці відзначають, що «лондонський період» творчості Галі Мазуренко йшов у руслі авангардного напряму.

##### Збірка «Пороги» (1960)
Поставлена перед вимогою друкарні друкувати так, як є, або стопити набір, Галя Мазуренко змушена була випустити у світ (хоча у продаж, імовірно, ця книжка не поступала) матеріал, приготований не для друку, а тільки для коректи. І. Качуровський відгукнувся рецензією на цю збірку, де зауважив, що авторка якось дивно сполучає — часом у тих самих поезіях — технічну недосконалість із високими формальними осягами. Він також говорить про новий жанр у поезії — жанр ліричного щоденника чи нотатника, у якому фіксуються не стільки події, скільки думки про них, враження, рефлексії, медитації. Інтонаційно деякі поезії Галі Мазуренко нагадують інтимну лірику Шевченка, яку досі ніхто не наслідував.

##### Збірка «Не той козак, хто поборов, а той, хто вивернеться…» (1974)
Проза Галі Мазуренко виросла з поезії: намічені у віршах мотиви збагачувалися, поглиблювалися, знаходили підтвердження у життєвих долях героїв. У долі юної романтичної Лізи авторка  відтворила свою бурхливу юність: боротьбу у складі Залізної дивізії, перебування у в'язниці, на межі життя і смерті.
Повість складається з окремих новел, об'єднаних долею головної героїні, котра мужніла у горнилі визвольних змагань. Рефреном через увесь твір проходять слова «Не той козак…», що мають багатий змістовий потенціал. У них знайшли вияв як козацька кмітливість, характерництво, так і зумовлене трагічними обставинами пристосуванство, уміння вийти з небезпечної ситуації. Доля Лізи виявляється результатом не тільки набутого вміння вивернутися, а й допомоги багатьох людей, які зважали то на її вік, то на творчі здібності, то на інтелігентність. Оскільки повість написано про себе, то це певною мірою обмежувало письменницю відтворенням пережитого чи побаченого, прив'язувало до життєвих перипетій «біографічного» автора.

## Вшанування пам'яті
В Дніпрі та Кривому Розі існує вулиця Галі Мазуренко.

## Видання
- Мазуренко Г. Вибране / Мазуренко Галя. — К. : Видавництво ім. О. Теліги, 2002. — 248 с.